# Them Crooked Vultures
Them Crooked Vultures is een supergroep bestaande uit Josh Homme (Queens of the Stone Age, Eagles of Death Metal, Kyuss) op gitaar en zang, Dave Grohl (Foo Fighters, Nirvana, Queens of the Stone Age) op drums en John Paul Jones (Led Zeppelin) op basgitaar en keyboard.

## Geschiedenis
Het gerucht over de samenwerking tussen de drie muzikanten werd voor het eerst gevoed in een interview dat Dave Grohl gaf in 2005 met Mojo, waarin hij verklaarde: "The next project that I’m trying to initiate involves me on drums, Josh Homme on guitar, and John Paul Jones playing bass. That’s the next album. That wouldn’t suck.", wat vrij vertaald inhoudt dat hij de formatie in 2005 al aan wilde gaan.
NME magazine meldde in juli 2009 dat het trio bezig was met het opnemen van een album in Los Angeles.
Brody Dalle, de toenmalige vrouw van Josh Homme, verklaarde in juli 2009 dat "I’m not at liberty to talk about it... but I think [the project] is pretty fucking amazing. Just beats and sounds like you’ve never heard before.", wat vertaald betekent: "Ik mag er eigenlijk niets over zeggen, maar ik denk dat [het project] pretty fucking fantastisch is. Ritmes en geluiden zoals je nog nooit gehoord hebt."
Het trio trad op 9 augustus 2009 voor het eerst op in de club Metro Chicago in Chicago. Op 12 augustus 2009 verscheen een clip van veertien seconden van het nummer Nobody Loves Me and Neither Do I op het YouTube kanaal van de band.
Op 19 augustus 2009 gaf het trio een tweede optreden op het podium van de Melkweg in Amsterdam. Op 20 augustus speelde de band als verrassingsact op het festival Pukkelpop en op 22 augustus werd Lowlands aangedaan. Vervolgens speelde de band op 26 augustus als support act voor de Arctic Monkeys in de Brixton Academy in Londen en op 30 augustus als verrassingsact op festival Rock en Seine in Parijs.
Het debuutalbum Them Crooked Vultures, is uitgebracht op 16 november 2009 in Nederland, België en het Verenigd Koninkrijk en op 17 november 2009 in de Verenigde Staten. Het was al op 9 november 2009 gelanceerd via de YouTube-pagina van de band.

## Bezetting
De line-up op het Metro Chicago debuut was:
- Josh Homme - zang, leadgitaar
- John Paul Jones - basgitaar, toetsen, keytar, achtergrondzang
- Dave Grohl - drums, achtergrondzang
- Alain Johannes - gitaar (Eleven, Queens of the Stone Age)

Alain Johannes wordt niet genoemd als vast lid van de band, maar verzorgde voor een aantal nummers de tweede gitaarpartij.

## Discografie

### Albums
| Album met eventuele hitnotering(en) in de Nederlandse Album Top 100 | Datum van verschijnen | Datum van binnenkomst | Hoogste positie | Aantal weken | Opmerkingen |
| ------------------------------------------------------------------- | --------------------- | --------------------- | --------------- | ------------ | ----------- |
| Them Crooked Vultures                                               | 13-11-2009            | 21-11-2009            | 9               | 41           |             |

| Album met hitnotering(en) in de Vlaamse Ultratop 200 albums | Datum van verschijnen | Datum van binnenkomst | Hoogste positie | Aantal weken | Opmerkingen |
| ----------------------------------------------------------- | --------------------- | --------------------- | --------------- | ------------ | ----------- |
| Them Crooked Vultures                                       | 2009                  | 21-11-2009            | 5               | 43           |             |

### Singles
| Single met hitnotering(en) in de Vlaamse Ultratop 50 | Datum van verschijnen | Datum van binnenkomst | Hoogste positie | Aantal weken | Opmerkingen |
| ---------------------------------------------------- | --------------------- | --------------------- | --------------- | ------------ | ----------- |
| New fang                                             | 2009                  | 28-11-2009            | tip19           | -            |             |